# Cerylon monticola
Cerylon monticola is een keversoort uit de familie dwerghoutkevers (Cerylonidae). De wetenschappelijke naam van de soort werd in 1915 gepubliceerd door Karl Maria Heller.